# Mordechai Bentov
Mordechai Bentov, מרדכי בנטוב, est un homme politique israélien.

## Biographie
Il est né dans l'empire russe maintenant en Pologne. Il étudie durant 2 ans à l'Université de Varsovie. Il est membre fondateur du groupe Hashomer Hatzair et s'installe en Palestine mandataire et continue à étudier à Jérusalem. Il fonde la fédération Kibboutz Artzi et est aussi membre du Kibboutz Mishmar HaEmek. Il devient membre de l'agence juive en 1946.
En 1948 il est signataire de la Déclaration d'indépendance de l'État d'Israël et devient membre du premier gouvernement.